# Landkreis Mecklenburg-Strelitz
För andra betydelser, se Mecklenburg-Strelitz (olika betydelser).
Landkreis Mecklenburg-Strelitz var ett distrikt (Landkreis) i det tyska förbundslandet Mecklenburg-Vorpommern. Det skapades 1994 av de tidigare distrikten Kreis Neubrandenburg, Kreis Neustrelitz och Kreis Strasburg. Distriktet uppgick i Landkreis Mecklenburgische Seenplatte 2011.
Distriktet låg söder om distrikten Demmin och Ostvorpommern, öster om distriktet Müritz, väster om distriktet Uecker-Randow samt norr om förbundslandet Brandenburg. Staden Neubrandenburg låg i distriktet men utgjorde en egen administrativ enhet. Länets huvudort var Neustrelitz.